# Lysander Cutler
Pour les articles homonymes, voir Cutler.
Lysander Cutler (16 février 1807 - 30 juillet 1866) est un homme d'affaires américain, éducateur, homme politique, et un général de l'armée de l'Union au cours de la guerre de Sécession.

## Avant la guerre
Lysander Cutler est né le 16 février 1807 à Royalston dans le Massachusetts, fils d'un agriculteur. Malgré les objections de son père, il souhaite avoir une meilleure éducation que celle des cours rudimentaires qu'il reçoit dans l'école locale, de sorte qu'il étudie l'arpentage et commence alors une carrière d'instituteur. Déménageant pour Dexter, dans le Maine, à l'âge de 21 ans, il est confronté à des élèves indisciplinés, qui ont « fouetté et éjecté » plusieurs de leurs derniers enseignants qui ont tenté de les discipliner. Cutler établit sa réputation en passant son premier jour à « flageller tous les intimidateurs de l'école ».
Bien qu'il acquiert une certaine expérience militaire en combattant les Amérindiens en tant que colonel dans la milice du Maine dans les années 1830, la majorité de son temps avant la guerre de Sécession est passée dans une variété de domaines. Il crée une usine de laine, une forge, un moulin à farine et une scierie, devenant, ce faisant, très riche. Cutler investit dans diverses usines et dans des immeubles de logement. Il est important dans les affaires publiques en tant que membre du conseil municipal, directeur d'un chemin de fer, syndic du Tufts College, et un membre du sénat de l'État du Maine en 1841. L'usine de laine de Cutler, construite en 1843, brûle entièrement en 1853, lui faisant perdre tout son investissement. La panique financière de 1856 et la dépression de 1857 le ruine totalement et il décide de quitter le Maine et déménage à Milwaukee dans le Wisconsin, pour redémarrer sa carrière.
Au Wisconsin, Cutler travaille comme enquêteur des revendications pour une compagnie minière. Il est nécessaire d'effectuer de fréquents déplacements dans le territoire amérindien, où il est souvent menacé dans des guet-apens et risquant la mort. La société minière échoue finalement, mais une compagnie de céréales qu'il a fondée à Milwaukee lui permet de vivre.

## Guerre de Sécession

### 1861-62
Au cours du premier été de la guerre de Sécession, Cutler, homme d'affaires respecté de 54 ans et combattant des Amérindiens, est nommé colonel du 6th Wisconsin Infantry le 16 juillet 1861. Ce régiment va devenir l'une des unités appartenant à la célèbre Iron Brigade.
Au cours de l'automne et de l'hiver, il prend un mauvais départ, en tant que commandant, s'aliénant ses officiers subalternes en insistant pour qu'ils passent des examens sur des sujets militaires, et retirant leur commandement s'il n'est pas satisfait de leurs résultats. Beaucoup d'hommes du régiment sont des immigrants récents et il rend parfois furieux les hommes du rang en remplaçant leurs officiers avec des hommes d'origines nationales différentes (et parfois, parlant des langues différentes). En dépit de ces problèmes, Cutler prend temporairement le commandement d'une brigade dans le Ier corps de l'armée du Potomac, le 13 mars 1862. Les hommes de Cutler se réjouissent lorsque cette affectation temporaire est comblée par le brigadier général John Gibbon cet été. La première grande action du régiment est la seconde bataille de Bull Run, où il démontre qu'il est un combattant tenace. L'un des soldats de son régiment, déclare qu'il est « robuste comme un loup ». Pendant le combat contre Stonewall Jackson à la ferme de Brawner, Cutler est gravement blessé à la cuisse droite, l'obligeant à manquer la campagne du Maryland et la bataille d'Antietam de septembre 1862.
Lorsque le général Gibbon est promu à un commandement divisionnaire, il recommande que Cutler, convalescent, reçoive le commandement de l'Iron Brigade, mais le colonel Salomon Meredith du 19th Indiana a de meilleures relations politiques et reçoit la nomination, à la consternation de Cutler. Au cours de la bataille de Fredericksburg, en décembre, toutefois, le major général Abner Doubleday, commandant la division, place temporairement Cutler au commandement de l'Iron Brigade pendant quelques heures, mécontent de ce qu'il a considéré comme une exécution tardive de ses ordres par le colonel Meredith. Après la bataille, Cutler est promu brigadier général, à une date de prise de rang au 29 novembre 1862.

### 1863
Au printemps de 1863, Cutler reçoit le commandement de la deuxième brigade de la première division de James S. Wadsworth du Ier corps, qu'il dirige à la bataille de Chancellorsville en mai, mais son unité est seulement légèrement engagée. Lors de la bataille de Gettysburg, la brigade de Cutler est la première unité d'infanterie de l'Union sur le terrain le 1er juillet 1863. Elle très engagée au nord de la Chambersburg Pike (76th New York, 147th New York, et 56th Pennsylvania), résistant à de multiples assauts confédérés des divisions des majors généraux Henry Heth et Robert E. Rodes, arrivant respectivement de l'ouest et du nord. La brigade elle-même a été partagée plus tôt par le major général John Reynolds, avec une demi-brigade (14th Brooklyn et 95th New York), sous le commandement du colonel Fowler du 14th Brooklyn, pour engager la brigade du  brigadier général James Archer au sud de Chambersburg Pike. Au moment où la ligne du Ier corps se brise vers 16 heures, sa brigade a subi plus de 50 % de pertes.
Au cours de la retraite frénétique à travers la ville de Gettysburg, Cutler a deux chevaux abattus sous lui. Pendant le reste de la bataille de trois jours, la brigade de Cutler occupe des positions défensives sur Culp's Hill et, profitant des retranchements, il y subit quelques pertes supplémentaires.

### 1864-65
L'armée du Potomac est réorganisé au printemps de 1864 et Cutler reçoit le commandement de la première brigade de la quatrième division du Ve corps, le 25 mars. Après la blessure mortelle du général Wadsworth à la bataille de la Wilderness, Cutler assume le commandement de la quatrième division le 6 mai. Il mène la division pendant le reste de l'Overland Campaign et pendant le siège de Petersburg.
Lors de la bataille de Globe Tavern le 21 août 1864, il est frappé au visage et est sévèrement défiguré par un éclat d'obus, et il est forcé de quitter le commandement sur le terrain. Il passe le reste de la guerre comme invalide, administrant la conscription à Jackson dans le Michigan. Le 12 décembre 1864, le président Abraham Lincoln nomme Cutler pour l'attribution du brevet de major-général avec une date de prise de rang au 19 août 1864 et le sénat américain confirme la nomination le 14 février 1865.

## Après la guerre
Cutler démissionne de l'armée le 30 juin 1865, sa santé se détériorant rapidement. Il meurt d'un accident vasculaire cérébral, que les médecins attribuent à des complications de ses blessures subies à Globe Tavern, à Milwaukee, Wisconsin, et y est enterré dans le cimetière de Forest Home.